# Турач
Тура́ч, или франколи́н (лат. Francolinus francolinus); ранее — лат. Francolinus vulgaris), — птица семейства фазановых отряда курообразных. Объект спортивной охоты.

## Внешний вид

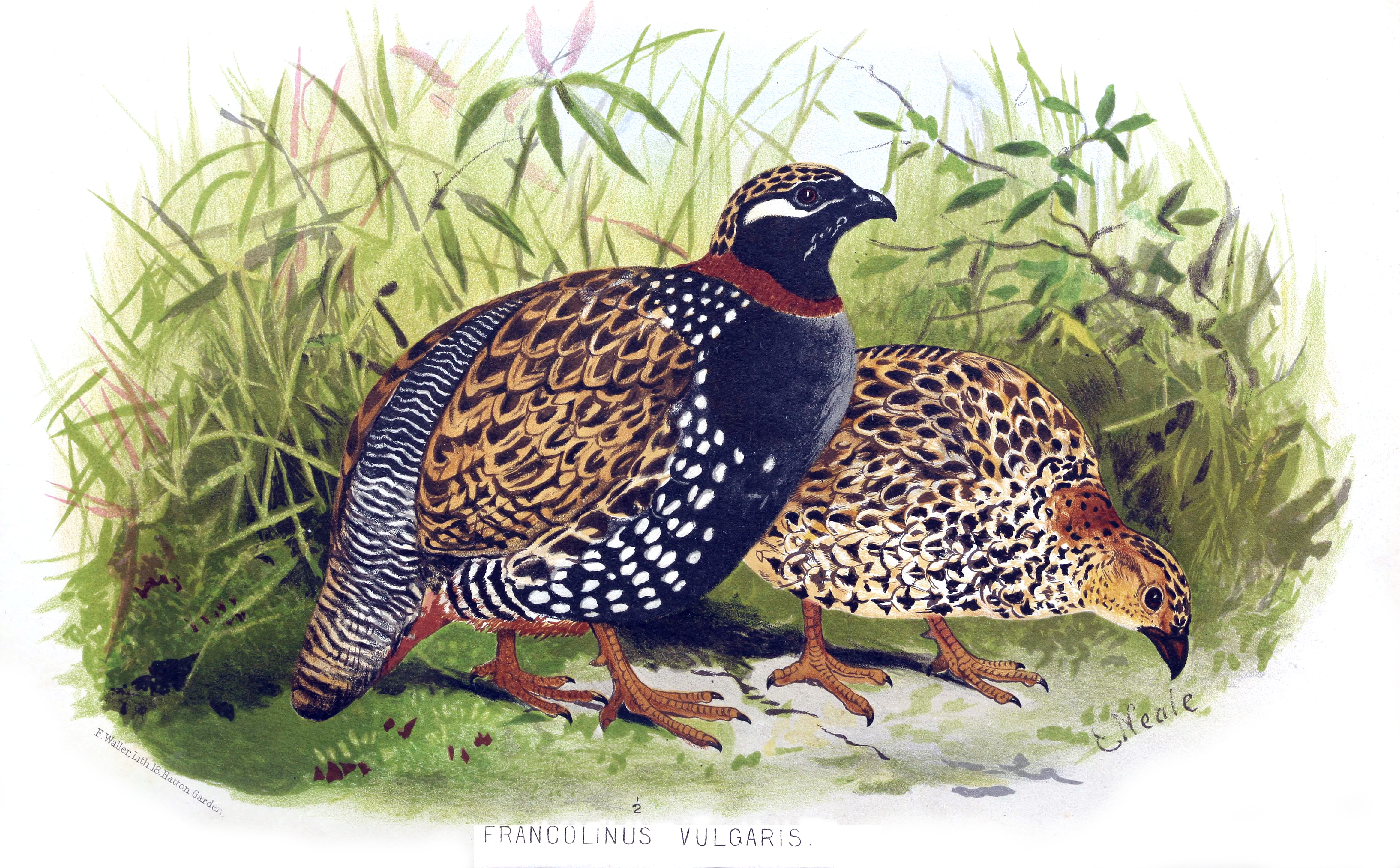
Самец и самка турача

Достигает размера куропатки. Длина тела до 37 см, весит 400—550 г.
Имеет обычную для большинства курообразных птиц пёструю окраску, состоящую из желтоватых пятен и полосок, разбросанных по буровато-коричневому фону.
У самца спинная сторона буроватая с пестринками, брюшная — чёрная с белыми пятнами; подбородок, горло и грудь чёрные, на шее широкий коричневый (ржавый) ошейник; самка окрашена менее ярко.

## Распространение
Встречается от Кипра и Малой Азии до северо-восточного Индостана. Из Южной Европы быстро исчезает по причине постоянной на него охоты. В настоящее время сохранился ещё на Кипре. В Западной Азии этот вид местами обыкновенен, а раньше водился также в Испании, Южной Италии и Сицилии. На территории бывшего СССР обитает в восточном Закавказье и юго-западной Туркмении; малочислен и охраняется.

## Образ жизни
Живёт оседло в долинах рек с густыми зарослями кустарников. Пища растительная (семена, побеги, ягоды) и животная (насекомые и другие беспозвоночные).

## Размножение

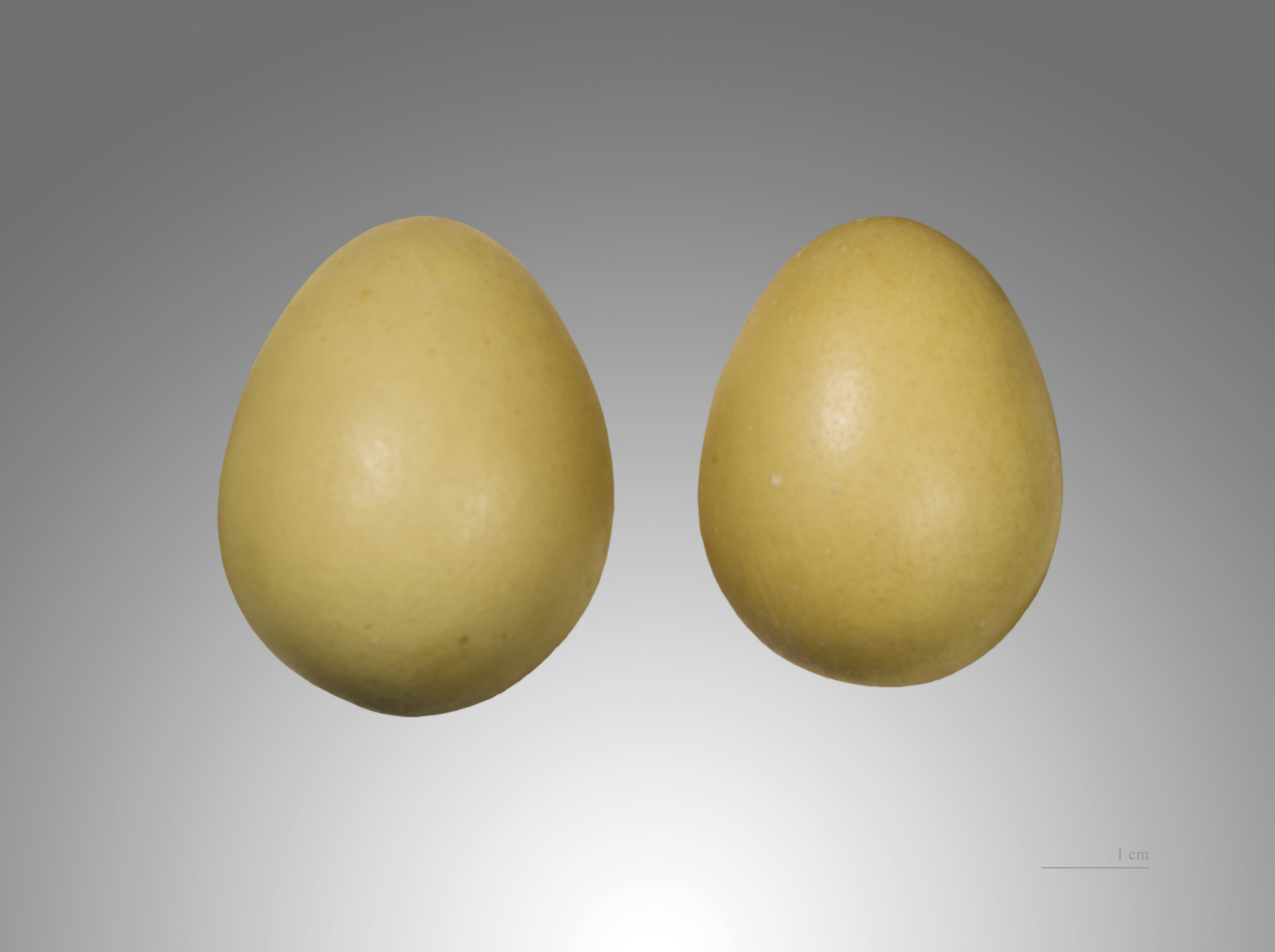
Francolinus francolinus

Гнёзда строит на земле. В кладке чаще до 10 яиц. Насиживает самка 18—19 суток, выводят птенцов самка и самец.

## Люди и турач
Турач является объектом охотничьего промысла. Кроме обыкновенной охоты с ружьём и легавой собакой, на турача охотятся преимущественно с ястребами. В дореволюционной России (до 1917 года) местные крестьяне стреляли сидячих турачей, приближавшихся поздней осенью к самым усадьбам, или же охотились за ними по зарослям, вдоль оросительных канав, причём охотник привешивал себе на пояс такой же бубенчик, какой привязывали к ногам ястреба. Слыша позванивание бубенчика и предполагая, что идут с ястребом, турач затаивался и подпускал на близкий выстрел. Кроме этого, турача ловили в воронкообразные ямы (узкой стороной кверху), вырытые на току или другом месте, часто посещавшемся этими птицами. На отверстие ямы накладывали четырёхугольную раму с двумя створчатыми дверцами, открывавшимися от тяжести севшей на них птицы и затем снова захлопывавшимися. Рама замаскировывалась сухим конским навозом, в котором турачи любят рыться; иногда рама посыпалась и зерном.
Рыхлый снег глубиной до 10 см мешает турачу как бежать, так и взлетать (за неимением опоры для ног). В такую погоду турача выслеживали и забивали просто палками в огромном количестве. Подобные истребительные способы добывания привели к тому, что турачи стали быстро исчезать. К началу XX века в некоторых местностях Кавказа были устроены заповедники и предпринято искусственное разведение этой благородной дичи. По закону, охота на турачей разрешалась только с 1 октября по 1 декабря.

## Классификация
Международный союз орнитологов выделяет шесть подвидов:
- F. f. francolinus
- F. f. arabistanicus
- F. f. bogdanovi
- F. f. henrici
- F. f. asiae
- F. f. melanonotus